# 元祉
元祉（478年—530年1月5日），字显庆，河南郡洛阳县（今河南省洛阳市东）人，追尊魏昭成帝拓跋什翼犍的后裔，使持节、安东将军、武卫将军、齐州刺史元虬之子，北魏宗室、官员。

## 生平
元祉以散骑常侍为起家官，升任左军将军，很快转任骁骑将军、直阁将军、城门校尉，转任卫尉少卿、武卫将军，又外任使持节、都督东秦州诸军事、冠军将军、东秦州刺史。元祉在东秦州当地招引流民，很得民心，三年之内，东秦州的户口增加了一万户。任期结束之后，元祉返回京城，百姓挡路拦车，过了很久才能离开。元祉回朝担任平西将军、太仆少卿，很快转任太仆卿。当时关右各州多次遭受西戎骚扰，北魏朝廷以元祉前往镇定民心，安和内外，当地户口很快增加了二万户。朝廷封元祉开国县子，食邑二百户，以元祉出任使持节、都督华州诸军事、安西将军、华州刺史如故，增加封邑二百户。朝廷又征召元祉担任并州刺史，元祉辞让，改任镇东将军、金紫光禄大夫。元祉感到当时要发生大变动，于是称病回家。魏孝庄帝元子攸即位后，元祉因为有功，被封为城阳县开国公，增加封邑总计一千二百户，出任侍中、中军将军、右卫将军、监典书事、领左右，很快转任卫将军、车骑大将军、左光禄大夫。永安二年（529年），元颢在南梁的帮助下进攻北魏，北魏以元祉出任使持节、右军大都督，领兵抵抗元颢。五月丁丑（529年6月18日），元祉出任骠骑大将军、仪同三司、仍侍卫、领尝食典御，改封平原郡王，增加食邑一千户。永安二年十一月戊寅朔二十一日戊戌（530年1月5日），元祉在值班宿卫宫廷时突然发病去世，虚岁五十一，朝廷赠予使持节、太保、司徒公、都督冀定瀛沧四州诸军事、冀州刺史、王如故，谥号武昭，永安三年二月丁未朔十四日庚申（530年3月28日）葬于洛阳瀍涧之西。

## 其他
河阴之变后，魏孝庄帝回到宫廷，派遣黄门侍郎山伟巡视晓喻京城。山伟前往参加东阿县公元顺的葬礼，悲伤不止。返回后，魏孝庄帝奇怪的询问说：“黄门为什么声音嘶哑了？”山伟以实情应对。魏孝庄帝敕令侍中元祉说：“宗室死亡很多，不能全部周济。元仆射清廉贫苦的节操，死后更加鲜明，特地赠予绢一百匹，其余的人不能引以为例。”

## 墓葬和墓志
2012年2月至5月间，洛阳市文物考古研究院在配合洛阳市苗南村东南“都市雅居”建材城项目建设时，发掘了汉、北魏、宋、明各时期古墓葬175座，其中IM4034出土墓志1合，为元祉墓，墓地棺床部位发现少量永和五铢铜钱，墓室东部和西南角放置大量陶俑等随葬遗物。墓志志盖为青石质，呈方形，边长 82、厚9厘米。顶部阴刻竖3行“魏故平原武昭王墓铭”。墓志边长82厘米，厚13厘米，有界格。阴刻，竖行，共41行，满行42字，共1673字，其中铭文192字。个别字有泐失。首行题“魏故使持节、侍中、太保、司徒公，都督冀、定、沧、瀛四州诸军事，骠骑大将军、冀州刺史、平原武昭王墓铭”。

## 分析
吉林大学古籍研究所副教授刘军结合元祉的墓志，对于元祉出身等第之悖论、登仕起家、仕途迁转、北魏末叶的政治立场、相关问题进行了一系列探讨和分析。

### 元祉出身等第之悖论
元祉志文所言：“宠赫虽隆，恭俭之性益固。任当宰辅，清白之志弥坚。……出入喉唇，往来枢辖。佩紫凤池，执法礼阁。而朝廷大事，非王莫决。天府国用，寔唯监典，可谓当今之二南，皇魏之一辅。”股肱栋梁之尊崇溢于言表，生前册封王爵、官居极品、执掌禁御、辅佐朝纲。同时，墓志的另外两条信息更能准确地揭示其身份等第：一是志石的尺寸规格。按北魏丧葬礼制：宰辅重臣三尺，即80厘米开外；一、二品官员二尺四寸，约66厘米；三品官员二尺，约55至60厘米；四品及以下官员一尺八寸，低于50厘米。据此标准，边长82厘米的元祉墓志足证志主身份之显赫。二是结衔题名的方式。遍览北朝墓志，起首结衔无外四种：生前历任官职、生前最高官职、临终官职和死后赠官，尤以表彰超越职责范围的功勋业绩的赠官最为尊显。北魏赠官的范式为将军军号加地方长官号，秩品普遍比临终官职高一级以内；若额外追加中央官号或提升幅度超标者皆可视为殊荣。元祉墓志结衔以赠官“使持节、太保、司徒公、都督冀定沧瀛四州诸军事、冀州刺史、平原武昭王”搭配生前显职侍中、骠骑大将军。他在世时即为一品，追赠已无提升的余地，故褒崇体现在赠官类别和档次上。这里不仅有中央官太保和司徒，而且地方官都督亦破例统领四州，须知北魏常制都督区至多管辖三州。元祉超赠可谓极尽哀荣，与其权臣地位紧密相关。因此，以北魏墓志等级制度衡量，元祉系统治阶级核心成员。墓主元祉身为北魏皇族是毋庸置疑的事实，但绝不能把他的显贵简单归结于此，世系房支的影响也不容忽视。元祉生活的年代，拓跋部族早已跨越皇朝的门槛，彻底摆脱氏族遗俗的羁绊，特别是经历孝文帝汉化改革的洗礼后，皇族内部产生了显著的等级分野。在政治层面，为昭示太祖道武帝开国君主的地位，论证入主中原的合理合法性，皇族区分道武与非道武后裔。在家族层面，为贯彻华夏亲疏远近的礼法秩序，皇族按丧服服叙区分服内近属和出服疏宗。无论怎样规划，血脉悬远的非道武后裔都会沦为旁支末叶，在权利洗牌过程中失势。如孝文帝太和十六年（492年）改降五等，“制诸远属非太祖子孙及异姓为王，皆降为公，公为侯，侯为伯，子男仍旧。”洛阳北邙皇族墓葬群的布局，道武子孙独占瀍河以东、孝文帝长陵左前方海拔250至300米风水上善之地，非道武子孙只得屈居200米以下的次等位置。元祉志文载元祉葬地在“洛阳瀍涧之西”，位于邙山南麓，即北魏皇陵区最南部，属于次等位置。总体而言，两者在资源配置和发展境遇上有天壤之别，与道武子孙风生水起相比，非道武子孙则渐趋边缘化，祖出道武祖父昭成帝的元祉就是其中一员。照理说，疏族元祉跻身高层势比登天，遑论日后封王拜相，而元祉的升进层位为何能够背离实际出身，有其原因。

### 元祉的登仕起家
中古士子登仕首授正式官职，即所谓起家、出身、释褐、释巾，在体制和社会层面具有重要意义，历来是家传、谱牒、史志高度关注的仕宦节点。日本学者宫崎市定视之为官僚贵族制社会衡量等第高低的标尺。全面地讲，释褐起家算得上身世信息的浓缩和宦途前景的预示，它与阀阅世资、门第等级、乡邑品第、仕进路径环环相扣，按比例规律性搭配。若排除偶然因素，大致而言，皇帝三世以内的骨肉至亲、异姓元功上勋之后和五等有爵封君称天潢贵胄，为顶级高门，例授超品乡品，以旧令四品或与之相仿的新令从六品以上官职释褐，享有担任宰辅的资格；世资均值一至三品称膏腴，为一流高门，例授一品乡品，以旧令五品或与之相仿的新令正七、从七、正八品官职释褐，享有跨越象征九卿层位的三品线的资格；世资均值四至五品称甲乙丙丁四姓，为一般高门，例授二品乡品，以旧令六品或与之相仿的新令从八、正九、从九品官职释褐，享有跨越象征大夫层位的五品线的资格，是为士族流品体系之梗概，归根结底就是身份地位的再复制、资源权益的再传递、既得利益群体自娱自乐的体制游戏。元祉志文明载：“及徙鼎中域，维新百祑。王释巾散骑侍郎。”志文显示，元祉入仕应在孝文帝迁都洛阳、颁布新官制以后。据《皮演墓志》：“（太和）十有九年，改创百官。”推知元祉起家的上限是太和十九年（495）。再联系皇族疏宗起家略超弱冠的均龄，则下限不会早于宣武帝景明年间（500～503年）。该时段恰处北魏洛阳时代新旧政局嬗代之际，人事更迭剧烈，异常扰动频发，身份逆袭适逢良机。其次需查明起家等级。按当时业已通行的新令，散骑侍郎位列正五品，其效力值依前述比例可换算为旧令三品，属乡品超品的仕进层位。再次应确定起家官的清浊度。六朝把符合士族心态旨趣，兼具文翰、近密、尊贵、舒适特性的职务统称清官。散骑侍郎作为集书省的侍从显职荣宠备至，自然是名门贵胄趋之若鹜的清流上选。汇总几项要点，可知元祉的起家档次傲视群伦，普通臣僚望尘莫及。疑问随之而来，门阀社会的入仕等级主要取决于家世门第，正史频见“依第出身”的表述，即为此意。而元祉在皇族中服纪疏远，待遇无法与近属同日而语；另论阀阅世资，墓志仅录其父使持节、安东将军、武威将军、齐州刺史元虬一代，综合职级虽为旧令二品，然世系毕竟有限，归入膏腴群体尚且勉强，其子起家又怎会与天潢贵胄比肩？联系早先公布的墓志材料，可从两个方面凸显这种反差：第一，散骑侍郎起家的皇族都为至亲，事例有明元曾孙元仙，献文皇孙元端、元子正、元子直，孝文皇孙元诲。第二，昭成后裔罕有超品起家者，元晖、元信、元愔公府正参军、元颢员外散骑侍郎为新令正七品，元弼荆州中兵参军、元保洛皇子行参军、元平奉朝请、元睿武骑常侍、元进平北将军府主簿为新令从七品，皆折换旧令五品，对应乡品一品。比照可知，元祉早在起家阶段就已突破世资局限、破格提拔任用，充分印证其出身等第之悖论，个中原委留待后文揭晓。需要补充的是，既已明乎元祉破格释褐之事实，就能进一步压缩其入仕时段的推测范围。案《通典》卷一六《选举四·杂议论上》引清河王元怿奏表：“孝文帝制，出身之人，本以门品高下有恒，若准资荫，自公卿令仆之子，甲乙丙丁之族，上则散骑秘著，下逮御史长兼，皆条例昭然，文无亏没。”足证孝文帝钦定起家之制恪守门第至上的准则。验之以史实，《韦彧墓志》：“高祖孝文皇帝定鼎嵩瀍，亲简人门，太和十九年，钦公高辩，顾谓仆射李思冲曰：‘才明如响，可除奉朝请，令优游道素，以成高器。’”他笃信门第无以复加，为此招惹朝臣非议。《魏书》卷六○《韩麒麟附韩显宗传》载李冲质疑道：“若欲为治，陛下今日何为专崇门品，不有拔才之诏。”刘军认为元祉在孝文朝绝无破例的可能，他起家的时间就只能迟至宣武朝。

### 元祉的仕途迁转
墓主元祉的宦海生涯长达30余年，据志文记载，自登仕后共计迁转12次：首迁新令从四品左军将军，二迁正四品骁骑将军、直閤将军、城门校尉，三迁从三品卫尉少卿、武卫将军，四迁从三品持节、督东秦州诸军事、冠军将军、东秦州刺史，五迁正三品平西将军、太仆少卿，六迁正三品太仆卿，七迁正三品使持节、都督华州诸军事、安西将军、华州刺史，八迁正三品并州刺史，九迁从二品镇军将军、金紫光禄大夫，十迁从二品侍中、中军将军、右卫将军、监典书事、领左右将军，十一迁从一品卫将军、车骑大将军、左光禄大夫、加使持节、右军大都督，十二迁从一品骠骑大将军、仪同三司、仍侍卫、领尝食典御。在此期间，他还封授爵位3次：始封新令正四品开国县子爵，次封从一品城阳县开国公爵，复封正一品平原郡王。研究发现，不同的门品出身对应各自的仕进特征，具体包括晋升的速度、幅度、高度和频次。元祉起家即超越五品线，升迁3次迈过三品线，最终抵达一品线，完全符合超品人物的标准，反证其超品的身份等第。值得注意的是，元祉在三品线往复拉锯多达6次，占迁转总数的一半，足见逾越难度之大，此事在制度史领域或可补证代表王朝核心权力圈的三品对高级官僚的瓶颈限定作用。元祉最终破茧成蝶，官运亨通非同凡响。这份履历尤为引人瞩目的是二迁和三迁，元祉由此进入中央强力军政机关——禁军系统，借助职务便利逐渐靠拢皇权中枢。孤立看待此事不足为奇，但若结合孝文、宣武新旧政局消长的微妙形势，联系同期禁卫要职的人员变动规律，方知其中奥秘。信而好古的孝文帝遵奉儒家“亲亲”理念，倾向培植服内近属；桀骜不驯的宣武帝秉承法家“权术”信条，极力拉拢出服疏宗，其方略与父皇背道而驰，旨在利用因边缘化而充满负面情绪的疏宗制衡作为既得利益者势力膨胀的近属，以收统驭全局之效。元祉极有可能是宣武帝清洗禁军，用来替换近属的一枚棋子。有理由相信，他被特意安排供职禁军乃至先前违背常规的起家都发生在宣武帝打压近属、谋求亲政的景明年间。然而，孤证不立，该论断不可或缺同类资料的辅助支撑。现有两方近年出土的昭成后裔墓志可堪佐证。《元进墓志》：“世宗以君幼播令称，敬留其人，除奉朝请。入充侍官，外领宗士，出内之称，备彰朝听。”意即掌握卫戍劲旅宗子军的指挥权。《元颢墓志》：“东宫创立，储二幼祌，理藉亲贤，用宁禁卫。高祖孝文皇帝召王孙公子德行兼举者，拟为丰隆招摇之任。公弱冠应选，为东宫直阁，驱勤在公，妙简帝心，蒙敕引为西台直后。”宣武帝登基后，原东宫扈从自然按对位置换原则自动升格为台省宿卫。总之，早年跻身禁卫是元祉平步青云的有力跳板，他冲破出身等第的束缚飞黄腾达，得益于宣武帝采取重用远属、抑制近宗政策的机缘。

### 元祉在北魏末叶的政治立场
以昭成后裔元祉为代表的皇族疏宗无疑是孝文帝礼制改革的失意者，族群归宿感、身份认同感、传统荣誉感和共同目标确认感随之荡然无存，在错综复杂的利益纠葛中深陷茫然自失的虚脱状态。若连续考察其立场向背，不难发觉与皇权渐行渐远的离心趋向。具体言之，孝明朝末叶，雄踞秀容川的契胡尔朱铁骑席卷南下，疏宗竟背主求荣，踊跃投靠。典型事例莫过平文后裔元天穆和元鸷，前者与尔朱荣“深相结托，约为兄弟。……天穆为荣腹心，除并州刺史。及荣赴洛，天穆参其始谋，乃令天穆留后，为之继援。庄帝践阼，天穆以荣之眷昵，特除太尉，封上党王”；后者“尔朱荣至河阴，杀戮朝士，鸷与荣共登高冢俯而观之，自此后与荣合。……除鸷车骑将军，封华山王。”墓志记载元祉的举动与二人如出一辙：“于时运属无妄，嬖幸千绪。王知天命之将改，屯否之未康，遂称疾罢朝。覆樽永日，事等去虞，止同栖鹊。又中兴草创，戎马生郊。王庆其义举，攘袂杖策，跃马高会。廓宇宙于崇朝，救倾危于掩掌。社稷获安，王有力焉。”总之，韬光养晦、坐观成败、相时而动、择主而事的骑墙策略，代表了动荡之际疏宗的普遍心态和处世原则。细致比较可知，同为疏宗的元祉与元天穆、元鸷存在颇多交集。首先，元祉和元天穆都曾镇戍尔朱氏盘踞的并州。志文说元祉“征拜并州刺史，固辞自免”，此事上承“中萌不息，毒流三辅。蔓草滋延，原火方炽”，即正光末年的关陇叛乱。元天穆出镇并州则在武泰元年之前，应与元祉前后相继。二人或许均在刺史任上与尔朱氏建立默契。其次，元祉和元天穆、元鸷都坚决抗拒萧梁扶植的元颢政权。《魏书》卷一四《神元平文诸帝子孙列传》明载：“元颢之逼也，鸷从驾北迎。……时元颢乘虚陷荥阳，天穆闻庄帝北巡，自毕公垒北渡，会车驾于河内。”《元祉墓志》亦载：“衅结萧墙，祸连吴楚。元颢构逆，返噬宗国。志必裂冠，斯在问鼎。残虐我齐民，凭陵我郊墩。而王诚心弥笃，不以险阻移情，智勇益深，岂以疾风亏节。及五牛南迈，六旅旋旌。加王使持节、右军大都督。逸影十万，直济波。雄戈一注，魁逆斯除。追风再厉，元凶授首。扫氛雾于嵩瀍，息横流于巩洛。”是扫灭元颢的主力之一。他们未必心向孝庄帝，而是唯尔朱荣马首是瞻。再次，元祉和元天穆、元鸷俱因攀附尔朱氏破例封王。如前所述，孝文帝调整爵制，褫夺非道武后裔的王封资格，至此重新解禁，以示恩宠。而且，元祉与元鸷同日受封。史载，永安二年（529）五月，“丁丑，进封城阳县开国公元祉为平原王，安昌县开国侯元鸷为华山王，并加仪同三司。”这并非巧合，足证他们都是契胡势力驾驭朝政的心腹骨干。需要说明的是，元祉挣脱有限家世的桎梏，冲破三品线扶摇直上恰在此时，其出身等第之悖论由此获得圆满解释。

### 相关问题探讨
吴业恒在《北魏元祉墓志考释》中提出三大悬疑：称先世昭成帝为烈祖，避讳河阴之变和非正常死亡。刘军认为，唯有置身当时的具体环境，站在疏宗的立场，以其独特的思维考虑问题才能给出合理的答案。
首先，墓志追溯元祉世系之源：“烈祖昭成皇帝之远孙。”昭成帝拓跋什翼犍乃拓跋鲜卑代国时期的末代君主，他为日后的北魏政权奠定基业，确立并巩固了本支皇室大宗的地位。鉴于此，道武帝开国后追尊其庙号为“高祖”。降至孝文帝宗庙礼制改革时，为衬托北魏诸帝的功业，刻意贬降了代国君主的地位，就连魏平文帝都被拉下“太祖”的神坛，稍逊一筹的昭成帝又怎能保全“高祖”的桂冠。不出意料，该庙号后来让给了开创历史新纪元的孝文帝。换言之，元祉生时，先祖昭成帝已毁庙失号。这样说来，志文里的“烈祖”应为昭成后裔罔顾朝廷礼法，擅自为先祖拟定歌功颂德的尊号，它不再具有庙号的法定含义，而只是在某种情绪驱策下对远祖私树的敬称。无独有偶，北魏时期其他墓志中不乏称先人为“烈祖”的事例。如《元广墓志》：“烈祖道武皇帝之苗裔。”《元维墓志》：“烈祖道武皇帝之玄孙。”《元玕墓志》：“高祖广平王，烈祖道武皇帝之第七子也。”众所周知，道武帝的庙号改革后由“烈祖”升格为“太祖”，故这里使用“烈祖”绝非顽固坚守其旧庙号。非惟宗室，异姓臣僚亦有类似用例。《王真保墓志》：“烈祖伏仁，乞伏世祗连汉阳二郡太守。”元祉为先祖冠以“烈祖”头衔，无非是标榜本房的高贵和荣耀，似乎还有些不满族群分化、抗拒庙制改革的意味，恐怕只有边缘化的疏宗才会在撰写墓志时动此脑筋。北魏汉化改革后，皇族内部亲疏之争的白热化程度可想而知。
其次，墓志描述河阴之变：“永安多难，国步斯频。”吴业恒认为这是慑于事件始作俑者尔朱荣当权而采取的隐晦处理。实际上，鞭挞尔朱荣倒行逆施的激烈言辞在罹难者墓志中司空见惯。经典者如《元周安墓志》：“中兴启运，奉迎河阴，遇此乱兵，枉离祸酷。”《元钦墓志》：“遇害于北芒之阴。金玉随瓦砾同泯，兰蕙从芛莸俱尽，哀乎悲矣，何酷如之。”《元维墓志》：“非命卒世。痛轸苍泉，毒流皎日，家国含酸，行路殒泣。”字里行间浸透对屠戮罪行的血泪控诉和对殉难者的沉痛哀悼。墓志作者胆敢毫无顾忌地泼洒怨愤，主要是时局动荡、戎马倥偬，加之遇害者众多，文化水平低劣的尔朱集团根本无暇逐篇审查，消极负面的社会舆情才得以尽情宣泄。照此逻辑推导，对事变极尽讳饰者当属尔朱同党。制造惨案的元天穆和元鸷墓志甚至只字不提，元祉墓志的有意避讳恰好表露他的政治立场和在事件中扮演的角色，坐视改革得势者血花飞溅正是失意群体的夙愿。
再次，墓志说元祉“在直遇暴疾而薨”。吴业恒认为此乃非正常死亡的讳称，提出元祉被政敌刺杀的可能。刘军认为，元祉为尔朱氏安插在朝廷的爪牙耳目乃不容辩驳的事实，他在河阴之变后历任侍中、右卫将军、监典书事、领左右、尝食典御诸内廷随扈职务，全权掌控台省机要宿卫，负责皇家日常起居，孝庄帝的一举一动都在其监视之下。可孝庄帝恰恰是不甘受人摆布的强硬派，抱定“宁作高贵乡公死，不作汉献帝生”的决绝信念，聚集以城阳王元徽和外戚李彧为首的帝党抗衡尔朱氏，终在永安三年（530年）九月辛卯诱杀尔朱荣、元天穆于明光殿。发生在此前一年十一月戊戌的元祉之死不妨视作孝庄帝伸张皇权、铲除尔朱势力的前奏和准备，也是孝庄帝与尔朱氏公开决裂的标志。据此分析，应把元祉遇刺同尔朱荣、元天穆被诛并案处理，皆帝党羽翼所为。《魏书》卷五八《杨播附杨侃传》：“庄帝将图尔朱荣也，侃与其内弟李晞、城阳王徽、侍中李彧等，咸预密谋。”同书卷一六《道武七王·阳平王熙附忻之传》：“孝庄之图尔朱荣、元天穆也，忻之密启，临事之日，乞得侍立，手斩二人。及荣之死，百僚入贺，忻之独蒙劳问。”同书卷一九《景穆十二王上·阳平王新成附融传》：“庄帝谋杀尔朱荣，以融为直阁将军。”处决尔朱荣、元天穆的功臣估计也是密裁元祉的凶手。若该结论成立的话，那么元祉的无上荣耀和意外横死均系站队所致，北魏政治生态变幻莫测、险象环生由此可见一斑。